# ديرة سيتي سنتر
ديرة سيتي سنتر هو المركز التجاري الرئيسي الأول في المراكز التجارية الخاصة بمجموعة بماجد الفطيم العقارية، يقع في الجزء القديم من مدينة دبي على تقاطع الطريق بين الشارقة وبر دبي والمطار في دولة الإمارات العربية المتحدة.
افتتح سيتي سنتر ديرة في نوفمبر 1995، ويمتد على مساحة 123028 متر مربع وفيه أكثر من 371 متجراً للبيع بالتجزئة والخدمات. يقدم المركز أيضاً مدخلاً مباشراً لفندق ومساكن سيتي سنتر ذو ال 5 نجوم، كما يحتوي المركز على برج ماجد الفطيم وهو مبنى مكون من 11 طابقاً من مكاتب الأعمال. يعتبر سيتي سنتر ديرة أحد المراكز التجارية البارزة ضمن مجموعة ماجد الفطيم العقارية ويبلغ متوسط الإقبال السنوي 22 مليون زائر.
ديرة سيتي سنتر هو واحد من اثني عشر مركزًا تجاريًا. تقع المراكز الأخرى في عجمان والإسكندرية والقاهرة ومسقط والفجيرة والقرم والبحرين وبيروت والشارقة.

## التسوق
يضم سيتي سنتر ديرة أكثر من 370 متجرًا تشمل المتاجر الرئيسية للمول كارفور، ودبنهامز، وأيكونيك، وشرف دي جي، وفيرجن ميجاستور، وباريس غاليري.وتتوفر مجموعة متنوعة من متاجر الإلكترونيات ، ومستحضرات التجميل ، ومتاجر الألعاب ، وقاعة المجوهرات.

## تناول الطعام
يضم سيتي سنتر ديرة أكثر من 58 مطعمًا ومقهى ومطعمًا بما في ذلك تشيليز وكارلوتشوز وكوكو وتشاينا تايمز وحاتم وبي. وتكساس رود هاوس ؛ ومحكمة الطعام الدولية مع 21 منفذًا مثل كنتاكي ، نيويورك فرايز ، ماكدونالدز ، السيدة فانيليز وتشارليز جريلد صبس ، تشوكينج ، فات برجر.

## ترفيه
- ماجيك بلانيت: مركز ترفيهي عائلي في الشرق الأوسط. يحتوي على أجهزة محاكاة وألعاب فيديو وألعاب ترفيهية للأطفال.[7][8]
- مدينة البولينج: هي ساحة بولينج كونية بها 8 ممرات ، بالإضافة إلى بلياردو وألعاب إنترنت وشبكة وكاريوكي ومطعم للوجبات الخفيفة [9]
- فوكس سينما : مجمع سينمائي مكون من 11 شاشة مع شاشتين رقمي حقيقي ثلاثي الأبعاد بما في ذلك سينما الشاشة الرقمية.تنتشر وكس سينما على مساحة 5،661 مترًا مربعًا وبها 2،795 مقعدًا وتضم أيضًا مقهى وكس.[10]

## أحداث
- 1995: افتتاح سيتي سنتر ديرة.
- 2008: تجديد قاعة الطعام.
- 2011: خضع لعملية إعادة تطوير لفتح 55 متجرا جديدا للبيع بالتجزئة.

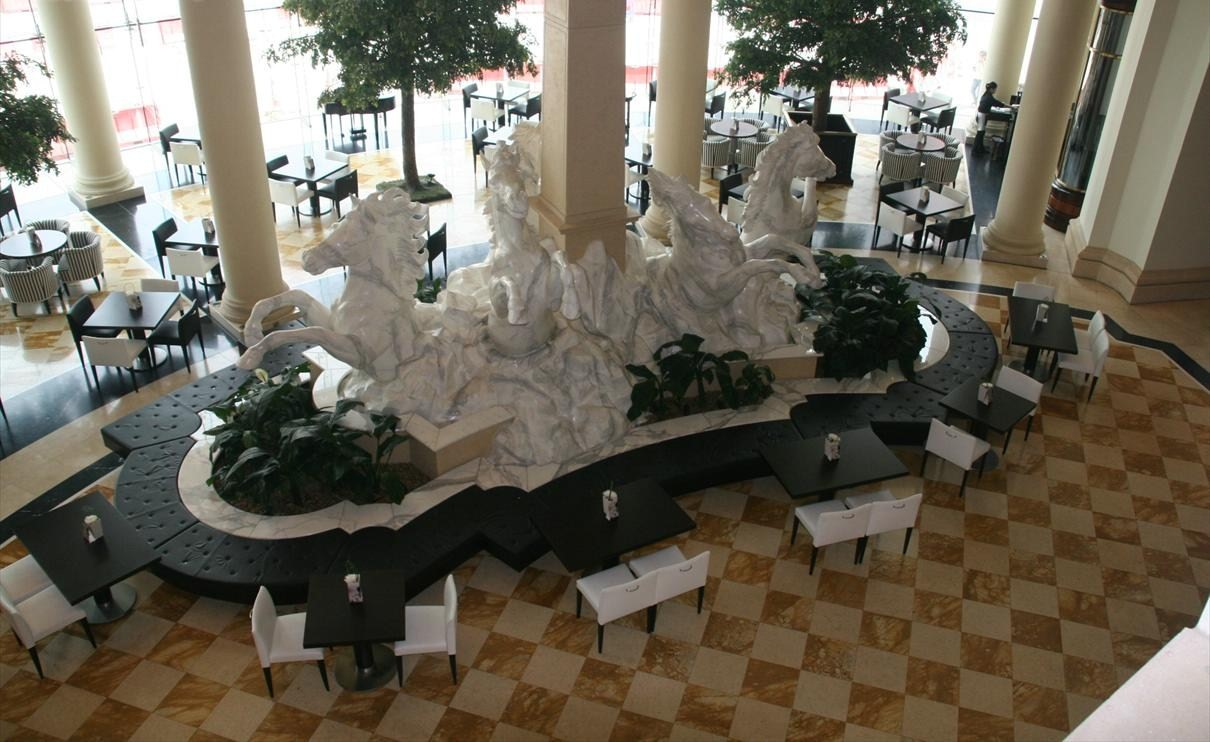
مطعم في ديرة سيتي سنتر

- مطعم في ديرة سيتي سنتر2013: الإعلان عن مشروع إعادة تطوير بقيمة 6 ملايين دولار لتقديم خيارات طعام جديدة وتحسين إمكانية الوصول.
- 2014: سيتي سنتر ديرة يغير شعاره.[10][11]

## إعادة التطوير
في مارس 2013 ، أعلن سيتي سنتر ديرة عن مشروع إعادة تطوير بقيمة 5.9 مليون دولار أمريكي. ستعمل إعادة التطوير على ترقية المحكمة المركزية للمراكز التجارية ، وإنشاء وصول أسهل للمترو وقاعة طعام محسّنة.